# Окуріґана
Японська писемність
Ієрогліфи 漢字
Абетка 仮名
- Хіраґана 平仮名
- Катакана 片仮名
- Манйоґана 万葉仮名
- Хентайґана 変体仮名
- Джіндай моджі

Використання
- Фуріґана 振り仮名
- Окуріґана 送り仮名

Латиниця

Українська кирилиця
Окуріґана (яп. 送り仮名 — «супроводжуюча кана») — суфікси у вигляді кани для ієрогліфів в японській мові. Окуріґана як правило використовується для зміни форм прикметників і дієслів, може відображати час (минулий або теперішній/майбутній), стверджувальне або заперечне значення, категорії ввічливості, а також виконувати інші функції словотвору. У сучасній письмовій мові окуріґана практично завжди записується абеткою хіраґаною, однак у минулому для неї часто використовувалася катакана.

## Морфологія
Окуріґана в японській мові вказує на часи і стверджувальне/заперечне значення прикметників. Більшість прикметників утворюються за нижчеподаним шаблоном словотвору. На прикладі ієрогліфа 高 («високий», «дорогий») можна показати основні чотири відмінки японського прикметника. Корінь усіх цих слів виражається ієрогліфом така 高, однак важлива інформація про час або заперечення задається окуріґаною, яка йде за ієрогліфом.
高い (такай)Високий (ствердження, теперішній/майбутній час), означає «[хтось/щось є] високим/дорогим»;
高かった (такакатта)Високий (ствердження, минулий час), означає «[хтось/щось було] високим/дорогим»;
高くない (такакунай)Високий (заперечення, теперішній/майбутній час), означає «[хтось/щось є] невисоким/дорогим»;
高くなかった (такакунакатта)Високий (заперечення, минулий час), означає «[хтось/щось було] невисоким/недорогим».
Форми японських дієслів утворюються схожим чином: корінне значення зазвичай виражається за допомогою одного або декількох ієрогліфів на початку слова, а час, заперечення, категорії ввічливості й інші морфологічні ознаки виражаються за допомогою окуріґани.
食べる (таберу)Їсти (ствердження, теперішній/майбутній час, проста форма), означає «[хтось] їсть».
食べます (табемасу)Їсти (ствердження, теперішній/майбутній час, ввічлива форма), означає «[хтось] їсть».
食べない (табенай)Їсти (заперечення, теперішній/майбутній час, проста форма), означає «[хтось] не їсть».
食べた (табета)Їсти (заперечення, минулий час, проста форма), означає «[хтось] їв».
食べなかった (табенакатта)Їсти (заперечення, минулий час, проста форма), означає «[хтось] не їв».

## Уточнення значень ієрогліфів
Окуріґану використовують для розрізнення ієрогліфів, які мають відмінні прочитання. Як правило, її застосовують для найпоширеніших ієрогліфів, які мають кілька значень (як правило, дуже близьких), але вимовляються по-різному. Окуріґана у цьому випадку відіграє роль ключа, що записується після ієрогліфа, який допомагає читачеві правильно визначити прочитання і значення слова.
Як приклад неоднозначності можна взяти розповсюджені знаки 上 «верх» і 下 «низ».
上がる (аґару)«сходити/готуватися/завершувати», де 上 читається як а.
上る (нобору)«здійматись/забиратися нагору», де 上 читається як нобо
下さる (кудасару)«давати [щось тому, хто має нижчий соціальний статус]», де 下 читається як куда.
下りる (оріру)«віддавати/сходити», де 下 читається як о.
下がる (саґару)«качтися/висіти», де 下 читається як са
話 (ханасі)«розмова» — іменник.
話す (ханасу)«говорити» — дієслово.
Японським міністерством освіти були створені правила, що пропонують використання окуріґани у кожному конкретному випадку, однак на практиці часто зустрічаються винятки з них, особливо у старих книгах або інтернеті. Наприклад, стандартний запис слова куреґата (сутінки) 暮れ方, зустрічається у інтернеті як 暮方.